# Titanebo dispar
Titanebo dispar là một loài nhện trong họ Philodromidae.
Loài này thuộc chi Titanebo. Titanebo dispar được miêu tả năm 1965 bởi Schick.